# Cearstaigh
Cearstaigh est une île inhabitée du Royaume-Uni située en Écosse, dans l'archipel des Hébrides extérieures.

## Notes et références

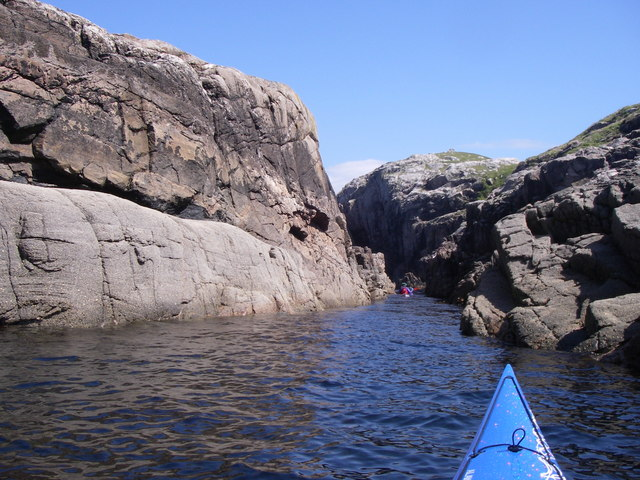
Vue du passage séparant Cearstaigh d'Oisteim.